# Зимінь Марта Янівна
Марта Янівна Зимінь (1900, село Зелтовка Калупської волості Двінського (Даугавпілського) повіту Вітебської губернії, тепер Латвія — ?) — латиська радянська діячка, голова виконкому сільської ради Кемпі Лігатненської (Кемпі-Лігатської) волості Ризького повіту, голова колгоспу імені 1-го Травня Сігулдського району. Депутат Верховної Ради СРСР 2—3-го скликань.

## Життєпис
Народилася в бідній селянській родині. З дванадцятирічного віку наймитувала в заможних селян.
У 1920 році переїхала до Риги, працювала служницею. Вийшла заміж за слюсаря Яна Зиміня.
У 1939 році переселилася в село Лігатненської волості Ризького повіту, де купила гектар землі та займалася сільським господарством. Під час німецько-радянської війни наймитувала в заможних селян.
З 1944 року — заступник голови виконавчого комітету Лігатненської волосної ради депутатів трудящих; з 1945 року — голова виконавчого комітету Кемпської сільської ради Лігатненської (Кемпі-Лігатської) волості Ризького повіту.
Член ВКП(б).
З кінця 1940-х років — голова колгоспу імені 1-го Травня Сігулдського району Ризького повіту.

## Нагороди
- медалі